# Парадајс (Канзас)
Парадајс (енгл. Paradise) је град у америчкој савезној држави Канзас.

## Демографија
По попису из 2010. године број становника је 49, што је 15 (-23,4%) становника мање него 2000. године.
| Група             | 2000.      | 2010.       |
| Белци             | 62 (96,9%) | 49 (100,0%) |
| Афроамериканци    | 0 (0,0%)   | 0 (0,0%)    |
| Азијати           | 0 (0,0%)   | 0 (0,0%)    |
| Хиспаноамериканци | 1 (1,6%)   | 0 (0,0%)    |
| Укупно            | 64         | 49          |